# Le Sceptre et le Sort
Le Sceptre et le Sort (titre original : Wizard at Large) est un roman de médiéval-fantastique écrit en 1988 par Terry Brooks. Il s'agit du troisième roman de la série Le Royaume magique de Landover.

## Résumé des trois premiers chapitres
Été 1988 : l'enchanteur royal Questor Thews a trouvé la formule magique qui rendra son apparence originelle au scribe royal Abernathy. Ce dernier s'est vu transformer il y a bien longtemps en terrier blond à poil long. Alors que l'enchanteur réalise son sort, un éternuement fatidique le fait se tromper dans sa formule. Abernathy est catapulté sur Terre tandis qu'une bouteille magique se retrouve à Landover. Ce bel objet est aussitôt volé par Filip et Sott, les deux gnomes cavernicoles. Pendant ce temps sur Terre, Abernathy se réveille au château de Graum Wythe à Woodinville dans l'État de Washington. Il découvre qu'il a été échangé avec une bouteille appartenant à Michel Ardi Rhi, le prince rebelle qui avait renoncé au trône de Landover pour le vendre aux plus offrants. Or Michel déteste Abernathy. Le scribe doit se cacher avant d'être découvert par son ennemi. Elisabeth, la fille du gardien du château le cache dans sa chambre...

## Personnages principaux
- Ben Holiday, avocat et... roi de Landover.
- Salica, sylphide amoureuse du roi.
- Questor Thews, enchanteur royal.
- Abernathy, scribe royal.
- Filip et Sott, gnomes cavernicoles.
- Elisabeth, fille du gardien du château de Graum Wythe.

## Éditions françaises
- 1996 : Le Sceptre et le Sort, éditions J'ai lu, traduction de Frédérique Le Boucher (format poche).
- 2001 : Le Sceptre et le Sort, éditions J'ai lu, traduction de Frédérique Le Boucher (format poche).
- 2008 : Le Sceptre et le Sort, éditions Bragelonne, traduction de Frédérique Le Boucher (format livre).
- 2009 : Le Sceptre et le Sort, éditions J'ai lu, traduction de Frédérique Le Boucher (format poche) - Nouvelle couverture.